# 安藤百福發明紀念館 大阪池田

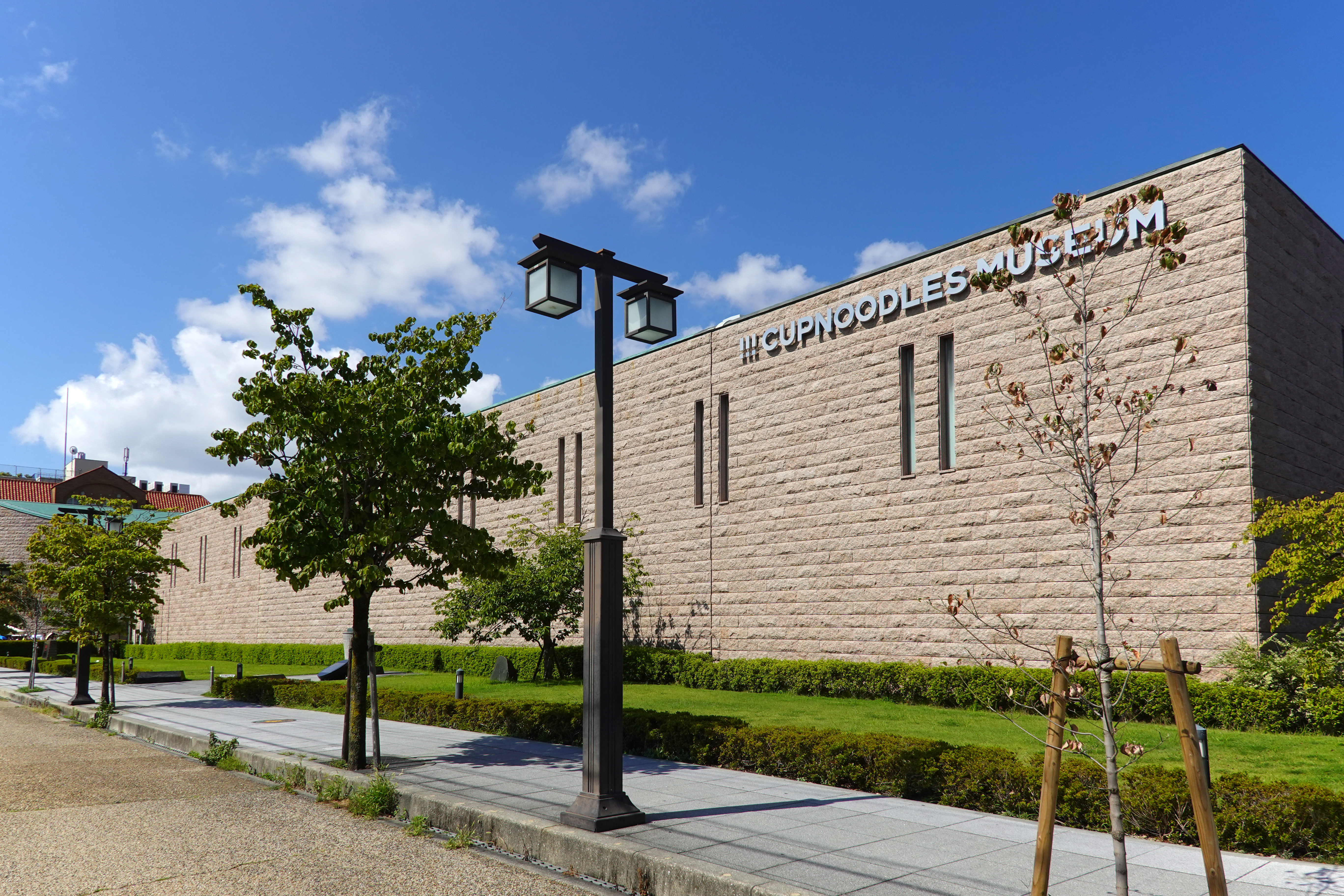
安藤百福發明紀念館 大阪池田

安藤百福發明紀念館 大阪池田，舊名為即食麵發明紀念館（日语：／），是一間位於日本大阪池田市，以即食麵為主題的博物館。

## 历史
由於有「速食麵之父」稱號的安藤百福是池田市名譽市民，在1999年為了表揚其功績，設立了「即食麵發明紀念館」；，博物館並於2004年翻新。2008年，即安藤百福逝世後一年，為紀念安藤百福，博物館內設置了一尊高約3.5米、手持“雞湯拉麵”的安藤百福青銅像。场内也可以自製即食麵。
2017年由於為了與當時位於橫濱市的「安藤百福發明紀念館」統一名稱，更名為「安藤百福發明紀念館 大阪池田」。